# Dhanurasana

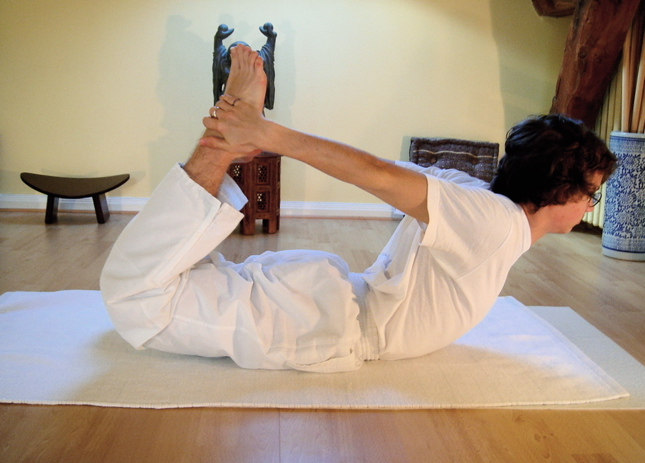
De Boog
Dhanurasana

Dhanurasana (Sanskriet: धनुस् सन voor booghouding) is een veelvoorkomende houding of asana. De houding wordt ook wel Urdva Chakrasana of Opwaarts Wiel genoemd
| Sanskriet     | vertaling                      |
| dhanu(s)      | boog                           |
| asana         | houding (letterlijk: 'zit')    |
| urdhva        | omhoog                         |
| chakra, cakra | wiel, boeddhistisch levenswiel |

## Beschrijving
De boog is een houding waarbij de beoefenaar op de buik ligt, beide voeten pakt en het lichaam in de vorm van een boog trekt.
Onjuist uitgevoerd, kan deze houding een blessure aan de knie en de ruggengraat opleveren. Bij achterwaartse strekkingen van de rug moet gebruikgemaakt worden van de rugspieren en er moet niet worden geforceerd. Daarbij moet de rugwervel altijd volledig gestrekt worden van de heupbenen tot het hoofd, voordat er begonnen wordt met de houding.
Een yogahouding die een vergelijkbaar resultaat oplevert en minder risico oplevert is de Salabhasana (sprinkhaan).